# The Hitchhiker's Guide to the Galaxy (computerspel)
The Hitchhiker's Guide to the Galaxy is een interactief adventurespel van Infocom dat werd uitgebracht in 1984. Het spel is gebaseerd op de komische sciencefictionreeks Het Transgalactisch Liftershandboek.Het spel werd ontwikkeld door Infocom's Steve Meretzky en Douglas Adams, de schrijver van de reeks. Het was het veertiende computerspel van Infocom. 

## Verhaal
De speler speelt Arthur Dent. Het spel begint als Arthur op een morgen wakker wordt terwijl de plaatselijke wegenbouw zijn huis wil vernietigen om er een nieuwe straat aan te leggen. Iets later komen buitenaardse wezens de aarde vernietigen. Je wordt gered door vriend Ford Perfect, die niet echt een gewone mens is. Hij brengt je aan boord van een voorbijvliegend ruimteschip. 

## Gameplay
Het spel is een interactieve fictie waarbij de speler het spel bestuurt door middel van simpele tekstcommando's. Voorbeelden van commando's zijn: "look", "inventory", "north" (to move north) "take screwdriver" of "put robe on hook". De meeste commando's hogen de beurtteller van de speler op. Het spel stond bekend om zijn lastige puzzels die de speler moest oplossen. De meeste puzzels moesten in een beperkt aantal beurten worden opgelost. Passieve commando's zoals "look" of "inventory" of verkeerde gespeelde commando's laten de beurteller niet oplopen. Berucht was bijvoorbeeld de babelvispuzzel waarbij een foute oplossing ervoor zorgde dat het spel onwinbaar werd. Zodra de speler in bezit is van het boek "Hitchhiker's Guide to the Galaxy" kan deze gebruikt worden bij het oplossen van puzzels.

## Platforms
| Jaar | Platform |
| ---- | --- |
| 1984 | Apple II, Atari 8-bit, Commodore 16 Plus/4, Commodore 64, DOS, Macintosh, PC Booter, TI-99/4A, TRS-80, TRS-80 CoCo |
| 1985 | Atari ST, Commodore 128                                                                                            |
| 1986 | Amiga, Amstrad CPC, Amstrad PCW                                                                                    |
| 2004 | Browser |

## Ontvangst
| Beoordeeld door          | Platform | Datum         | Score |
| ------------------------ | -------- | ------------- | ----- |
| Techtite                 | DOS      | 2000          | 100%  |
| Amiga Action             | Amiga    | januari 1991  | 83%   |
| Top Secret               | DOS      | maart 1992    | 80%   |
| Adventure Classic Gaming | DOS      | 10 juli 1998  | 80%   |
| SPAG                     | DOS      | 19 april 1995 | 73%   |
| All Game Guide           | DOS      | 1998          | 70%   |

## Trivia
- Er was een vervolg gepland genaamd The Restaurant at the End of the Universe, maar deze kwam nooit uit.
- Volgens de website DouglasAdams.com is het spel 350.000 keer verkocht.
- Bij de aankoopverpakkingen waren vaak kleine gimmicks inbegrepen.